# Eva Kolstad
Eva Severine Lundegaard Kolstad, née Lundegaard Hartvig  le 6 mai 1918 à Fredikshald (Halden), et morte le 26 mars 1999 à Oslo est une femme politique norvégienne (Venstre) et une militante féministe.
Elle a été présidente de l'association norvégienne pour les droits des femmes, vice-présidente de la commission de la condition de la femme des Nations unies, ministre des Consommateurs et de l'Administration, présidente du parti Venstre et la première ombud (défenseure des droits) pour l'égalité au monde.

## Origines
Eva Severine Lundegaard Hartvig est née à Halden le 6 mai 1918, fille du lektor (agrégé) Christian Hartvig (1872-1932) et de Otlu Petrée Lundegaard (1881-1942). Parmi ses ancêtres figure le député de l'assemblée constituante d'Eidsvoll, Teis Lundegaard, un homme connu pour sa liberté de ton et son irrévérence envers les magistrats et les notables.
Elle est inscrite à au lycée commercial d'Oslo, et obtient son examen artium en 1937 puis son diplôme de commerce en 1938. Elle enseigne la tenue des comptes (comptabilité) à l'école norvégienne par correspondance de 1938 à 1940. Elle est employée par le cabinet d'audit de Saxlund à Oslo de 1940 à 1944, année où elle crée son propre cabinet, toujours à Oslo. En 1945 elle est la seule femme parmi une centaine d'hommes à passer l'examen de commissaire aux comptes à l'école d'audit d'Oslo. Elle le réussit et devient l'une des premières commissaires aux comptes féminines de Norvège en 1946,.
Elle épouse en 1942 le juriste Ragnar Kolstad, qui deviendra sous-directeur au ministère de la Justice et dont le père était l'ancien premier ministre Peder Kolstad.

## Combat féministe

### Débuts
L'engagement politique d'Eva Kolstad commence dans l'association norvégienne pour les droits des femmes (NKF). Margarete Bonnevie, présidente de l'association de 1936 à 1946 a été le principal modèle politique de la jeune Kolstad.
Kolstad justifiait son combat pour les droits des femmes par des considérations libérales et humanistes où l'égalité des droits sans distinction de sexe tenait une place centrale. Elle expliquait les différences entre les hommes et les femmes comme étant le fruit des influences sociales et culturelles.
Eva Kolstad devient membre de la NKF à 18 ans en 1936, et participe activement aux activités de l'association à partir de 1946, lorsqu'elle devient membre du bureau de la plus grande section de la NKF: l'association pour les droits des femmes d'Oslo. Elle avait alors 28 ans et était tout juste diplômée commissaire aux comptes.
En 1947, Eva Kolstad devient l'une des trois membres du conseil d'administration de la société éditrice de la revue Kvinnen og Tiden, avec les deux rédactrices féministes Henriette Bie Lorentzen et Kirsten Hansteen. Elle siège aussi au comité de comité de rédaction.
En 1948, elle entre au comité exécutif (national) de la NKF, et ne le quittera qu'en 1972, avec une pause de 1968 à 1970. Elle effectue également deux mandats comme présidente de la section d'Oslo de 1950 à 1952 puis de 1954 à 1956. Entre ces deux périodes, elle assume la fonction de seconde vice-présidente de la NKF au niveau national. Elle joue un rôle important dans la ratification par la Norvège de la convention n°100 sur l'égalité de rémunération entre les hommes et les femmes.

### Présidente de laNorsk Kvinnesaksforening
La présidente de la NKF, Ingerid Gjøstein Resi, décède dans l'accident d'avion de Voronezj en 1955. Sa successeure Marit Aarum meurt un an et demi plus tard. À 38 ans, en 1956, Eva Kostad est élue nouvelle présidente de l'association norvégienne pour les droits des femmes, fonction qu'elle conserve pendant 12 ans jusqu'en 1968.
Eva Kolstad est active dans le débat public norvégien. En 1959, elle publie un article fondé sur la critique sociologique des rôles de genre, écrivant notamment "Le combat féministe moderne devient donc un combat contre les considérations enracinées et qui prisonnières de la tradition de ce qui est masculin et de ce qui est féminin. Ce devient un combat pour l'humain libéré, c'est-à-dire l'homme libéré et la femme libérée".
En 1964, le psychiatre Jan Greve écrit une tribune provoquant les militants de la cause homosexuelle, puis souligne dans Dagbladet son refus de lire l'ouvrage scientifique pionnier Vi som føler annerledes, écrit par le militant Øivind Eckhoff sous pseudonyme en 1957. Eva Kolstad choisit alors de défendre Eckhoff car son livre illustre les conséquences négatives des rôles de genre et conventions sociales. Elle est alors l'une des rares politiques de premier plan à plaider la cause homosexuelle en Norvège, et il est possible qu'elle ait joué un rôle dans le soutien de Venstre dès 1968 à la dépénalisation de l'homosexualité en Norvège.
Kolstad s'est activement impliquée auprès de la fédération mondiale de l'Alliance Internationale des Femmes (IAW). Elle siège à son conseil d'administration de 1949 à 1958 et de 1961 à 1967. Elle dirige également la commission pour les droits civils et politiques, de 1973 à 1976. L'Alliance Internationale des Femmes se concentre à cette période sur la place des femmes dans les pays en développement. L'organisation est l'une des premières à obtenir le statut consultatif auprès des Nations unies, ce qui permet à Kolstad d'être introduite dans les milieux onusiens.
En 1968, elle est élue par le conseil économique et social des Nations unies comme membre de la commission de la condition des femmes. Sa candidature avait été soutenue par les pays nordiques, et elle siège jusqu'en 1975, obtenant la vice-présidence en 1970, 1972 et 1974. En tant que membre de la commission, elle contribue aux préparatifs de l'année internationale des femmes de 1975, ainsi qu'à la convention sur l'élimination de toutes les formes de discrimination à l'égard des femmes de 1979.
Sous son impulsion, et celle des autres membres de la NKF, le conseil pour l'égalité (Likestillingsrådet) est institué en 1972 en Norvège. Elle le dirige de 1975 à 1978. En 1978, elle est nommée ombud pour l'égalité, une première mondiale, avec Sigrun Hoel comme vice-présidente.

## Venstre
En parallèle à son travail au sein de la NKF, Kolstad s'engage activement en politique pour Venstre (V) dans les années 1950. Elle est élue suppléante au conseil municipal d'Oslo en 1955, et fait partie du bureau de la section d'Oslo de 1956 à 1964.
En 1958, elle est élue première suppléante parlementaire à Oslo pour Venstre . Sa première apparition est en 1959, où elle délivre un discours pour l'abolition du samskatt. Le samskatt ou impôt commun était conçu de manière à décourager les femmes à travailler, et donc un enjeu important pour la NKF dans les années 1940 et 1950. La NKF s'était alliée à Venstre dans ce combat, et le député d'Oslo Helge Seip (V) propose de l'abolir. Il décide en revanche de se porter absent pendant les débats, de manière qu'Eva Kolstad, qui était alors présidente de la NKF, puisse défendre, avec un succès partiel, l'abolition au Storting.
Eva Kolstad est de nouveau élue comme suppléante au Storting pour la mandature 1965-1969, et elle siège au total 81 jours. Elle siège également parmi le collège des adjoints au maire d'Oslo de 1960 à 1975.
De 1972 à 1973, elle devient ministre des consommateurs et de l'administration dans le gouvernement de Lars Korvald. Son portefeuille incluait les questions familiales et d'égalité. Elle est présidente de Venstre entre 1974 et 1976, devenant la première femme à diriger un parti norvégien représenté au Storting.
Elle défend notamment la journée de six heures. Elle considérait que cette mesure permettrait aux parents de consacrer davantage de temps à l'éducation de leurs enfants tout en travaillant, réduisant ainsi la proportion de femmes aux foyer. Elle pensait aussi que la journée de six heures augmenterait la participation civique.

## Autres activités
Eva Kolstad a été membre de nombreux conseils d'administration et comités. Elle a entre autres présidé de 1971 à 1978 le conseil d'administration de l'école nationale de théâtre, et siégé dans le conseil d'administration de Dagbladet (1974-1982), et le conseil de surveillance de Gjensidige (1962-82).
Parmi les nombreuses commissions et comités où elle a siégé, on peut citer le comité sur la TVA de 1973 à 1975, le conseil de rationalisation de 1974 à 1979, et la commission bancaire de 1978 à 1980.

## Hommages
La NKF décrit Eva Kolstad comme sa "plus éminente présidente de l'après-guerre", "la plus importante militante pour l'égalité de l'après-guerre en Norvège" et "une des grandes pionnières du combat pour l'égalité en Norvège et à l'international".
L'ancienne présidente de l'association norvégienne pour les droits des femmes et vice-présidente de Venstre, Berit Kvæven décrit Kolstad comme "la doyenne du combat féministe et son phare pendant plus de 50 ans".

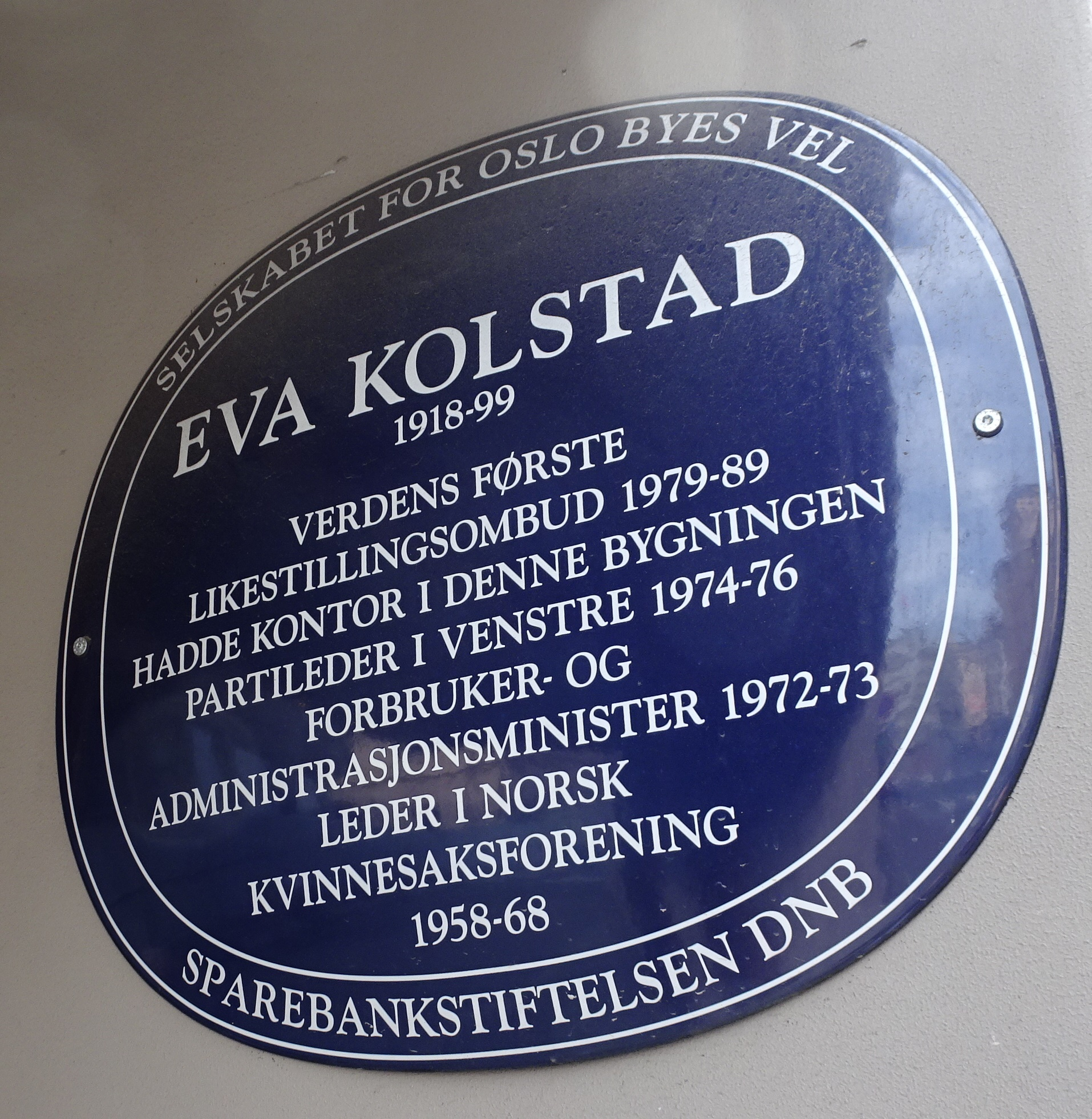
Plaque commémorative en l'honneur de Kolstad à l'extérieur de Venstres Hus ; les dates sont fausses.

La première ministre travailliste Gro Harlem Brundtland, écrit en 1988 : « Eva Kolstad a fourni un grand effort pour la société du fait de l'étendue de ses activités politiques et surtout par son engagement déterminé pour améliorer les conditions de vie des femmes. Elle fut active en un temps où il était difficile et pesant de faire gagner les idées d'égalité en droit et en valeur entre les genres. Nous qui sommes plus jeunes avons largement bénéficié de l'effort qu'Eva Kolstad et ses compagnons de lutte ont fourni ».
Eva Kolstad reçoit la médaille de Saint-Hallvard en 1976 et est nommée commandeur de l'ordre de Saint-Olaf en 1983.
Elle est nommée membre honoraire de l'association norvégienne pour les droits des femmes, puis de l'Alliance internationale des femmes en 1979, de Unge Venstre en 1982, et de Venstre en 1987.
En 2013, elle est élue par le journal VG à la 31e place parmi les cent femmes les plus importantes de l'histoire de Norvège.
La rue Eva Kolstad à Oslo a été baptisée en son honneur. La société pour le bien d'Oslo a apposé en 2018 une plaque bleue à l'extérieur de Venstres Hus, l'immeuble abritant le siège de Venstre où Kolstad avait aussi son bureau en tant qu'ombud pour l'égalité des droits. Certaines dates indiquées sur la plaque sont néanmoins fausses.